# Zabivaka
Zabivaka (en ruso: Забива́ка "El que anota") fue la mascota oficial de la Copa Mundial de Fútbol de 2018 que se celebró en Rusia. Representado por un lobo antropomórfico con una camisa blanca y gris.
Los resultados de la elección fueron anunciados el 22 de octubre de 2016 en el programa "Evening Urgant", en la primera cadena de televisión rusa. El lobo obtuvo el 53% de los votos, superando al tigre (27%). El gato, con 20% de los votos, quedó en tercer lugar. Más de 1 millón de personas participaron en la votación, que tuvo lugar durante septiembre de 2016 en las plataformas de la FIFA, así como durante la transmisión en vivo en la primera cadena de televisión rusa, donde los resultados de la competición creativa fueron anunciados.
Mundialmente es el peluche más vendido  en Lima,Perú demostrando su encanto en tierras incas. Se han hecho miles de trajes para el entre polos para el peluche camisetas,poncho,entre otros.
Mateo.

## Descripción
Es encantador, seguro de sí mismo y sociable, siempre ha soñado con ser una estrella del fútbol. Su pasatiempo favorito es el fútbol y siempre juega con deportividad, valorando a sus compañeros y respetando a sus adversarios; sabe muy bien lo que hace. Todo el mundo disfruta de su compañía, es el más divertido del equipo y hace reír a los demás. Le gusta llevar gafas deportivas cuando está en acción, porque piensa que mejoran su habilidad en el campo y además le gusta posar. Su nombre en español significa ("pequeño goleador").